# Danilo Vásquez
Roger Danilo Vásquez (San Miguel, El Salvador; 11 de mayo de 1960) es un docente, historiador, poeta, investigador y escritor salvadoreño.

## Inicios
Danilo Vásquez nació en San Miguel, una ciudad al oriente de El Salvador. Su educación inició en la Escuela Centro América de Santa Rosa de Lima, estudió ahí de 1.º a 6.º grado, posteriormente ingresó a la Escuela María Escobar Granillo de San Miguel para cursar 7.º grado, su mudanza a San Salvador le hizo recalar en la Escuela Doroteo Vasconcelos en la que cursó el 9.º grado, retornó a Santa Rosa de Lima para concluir su educación básica en la Escuela Centro América.
Estudió bachillerato en el Instituto Nacional Prof. José Luis López, en el municipio de Jocoro, departamento de Morazán. Obtuvo el grado de Licenciado en Letras por la Universidad de El Salvador, en la Facultad Multidisciplinaria Oriental, situada en San Miguel. 
Vásquez es Fundador y Editor de la revista Xilonem y el Periódico Cultural 4 Semanas, además es el principal impulsor del Taller Cultural "4 semanas", también colaboró en el Suplemento Cultural Tres Mil.
Actualmente vive en Santa Rosa de Lima y se desempeña como maestro de Educación Básica en la Escuela Centro América, la más antigua de esa localidad. Dedica parte de su tiempo para trabajar en el Centro de Asuntos Lencas, donde tiene el título de Maestro de Cultura Lenka, impartiendo talleres de historia e investigación, además de facilitar entrevistas, reportajes sobre la Región Managuara.

## Obra
- El diablo en Santa Rosa de Lima, (1987).
- Náuseas de Lemas y Dilemas, (1988)
- Adiós a un ideal, (1989)
- Cuentos de Santa Rosa de Lima, (1989)
- Mamá abuela, (1990)
- Cuando la luna llena, (1992).
- Fragmentos de un sueño, (1998).[8]
- Cuba... una sílaba tras otra, (1999)
- Cuadernos lencas taulepas, (2016)

## Reconocimientos
- En 2004, recibió una mención honorífica por Poema “Camilo Siempre”, entregado por el Ministerio de Educación de El Salvador.[9]
- En 2015, la Embajada de Japón en El Salvador le entregó la Medalla "El Carbonero", por su aporte literario y su lucha en pro del rescate de la cultura lenca.[10]
- En 2019, la Universidad de El Salvador lo distinguió con un reconocimiento por su valioso aporte en los procesos formativos, creativos, investigativos y de difusión de la literatura en la UES y la sociedad salvadoreña.
- En 2020, recibió la Medalla Miguel Ángel Álvarez Castro, en San Miguel.